# 방일초등학교
방일초등학교는 대한민국 경기도 가평군에 있는 공립 초등학교이다.

## 학교 연혁
- 1919년 4월 방일부락에 명교의숙이라는 4년제 개량서당으로 시작
- 1920년 평촌부락에 교사 신축
- 1935년 4월 1일 미원공립보통학교 부설 방일간이학교로 인가
- 1943년 4월 1일 방일국민학교(6년제)로 승격(현재 개교기념일)
- 1946년 초대 양동일 교장 취임
- 1950년 6월 25일 전쟁으로 임시휴교
- 1951년 9월 1일 수복 개교
- 1982년 3월 1일 방일국민학교 병설유치원 개원
- 1991년 2월 28일 가일분교장 폐교
- 1996년 3월 1일 방일초등학교 교명 변경
- 2016년 2월 10일 제69회 졸업장수여식 (10명), 총 졸업생 2,080명)
- 2016년 3월 1일 초등 6학급, 특수1학급, 병설유치원 1학급 편성
- 2016년 3월 1일 제27대 경원현 교장 부임

## 참고 자료
- 방일초등학교 - 한국교육학술정보원 학교알리미